# Жамбалын Ганболд
Жамбалын Ганболд (род. 6 сентября 1959, Ундерхангай, Увс) — монгольский самбист и дзюдоист, чемпион и призёр чемпионатов мира по самбо, победитель и призёр розыгрышей Кубка мира по самбо, победитель соревнований «Дружба-84» по самбо, бронзовый призёр Игр доброй воли, участник соревнований по дзюдо на летних Олимпийских играх 1988 и 1992 годов, Заслуженный спортсмен Монголии. Был председателем Комитета физкультуры и спорта Улан-Батора.
На Олимпиаде 1988 года в Сеуле монгол в первой же схватке уступил турку Алпаслану Аяну. На следующей Олимпиаде 1992 года в Барселоне в своей первой и единственной схватке на этой Олимпиаде он проиграл китайцу Ванг Нану и выбыл из борьбы за олимпийские медали.